# Traiguén
Traiguén – miasto w Chile, w regionie Araukania, w prowincji Malleco.